# Alecanium hirsutum
Alecanium hirsutum är en insektsart som beskrevs av Morrison 1921. Alecanium hirsutum ingår i släktet Alecanium och familjen skålsköldlöss. Inga underarter finns listade i Catalogue of Life.